# Robin Lopez
Robin Byron Lopez (North Hollywood, 1 de abril de 1988) é um jogador norte-americano de basquete profissional que atualmente joga no Cleveland Cavaliers da National Basketball Association (NBA).
Ele jogou basquete universitário na Universidade de Stanford junto com seu irmão gêmeo Brook Lopez e foi selecionado pelo Phoenix Suns como a 15ª escolha no draft da NBA de 2008. Além dos Suns, ele jogou por New Orleans Hornets, Portland Trail Blazers, New York Knicks, Chicago Bulls, Milwaukee Bucks e Washington Wizards.

## Primeiros anos
Lopez nasceu em North Hollywood, Califórnia, filho de Heriberto Lopez, jogador de beisebol cubano, e Deborah Ledford, nadadora.
Ele estudou na San Joaquin Memorial High School em Fresno, Califórnia, onde foi nomeado McDonald's All-American em 2006.

## Carreira universitária

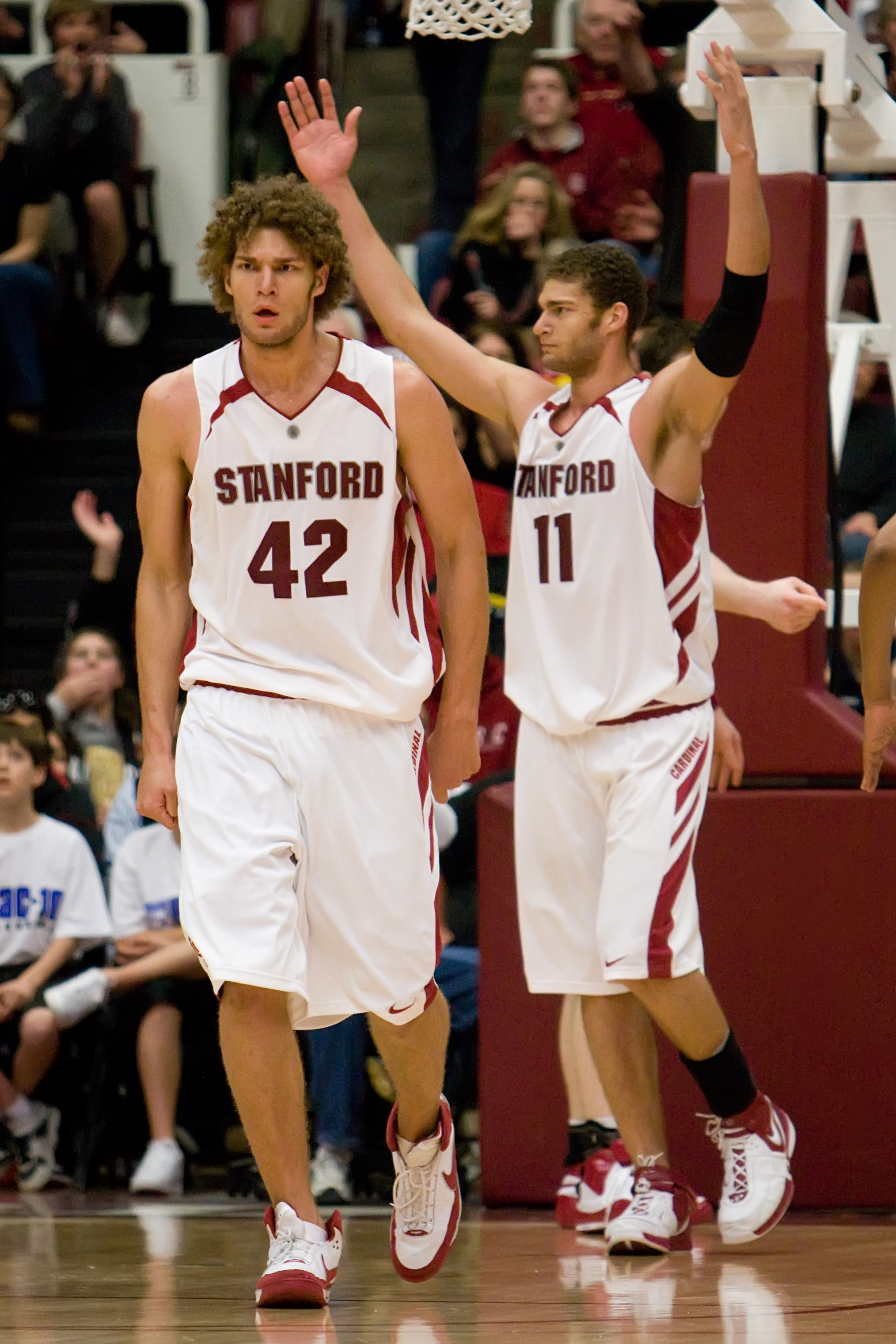
Lopez (esquerda) com seu irmão Brook em Stanford.

Lopez foi um dos três jogadores da equipe de Stanford a ser titular em todos os 31 jogos na temporada de 2006-07. Ele teve média de 7,5 pontos, 5,5 rebotes e 2.4 bloqueios em 24.0 minutos. Ele liderou a equipe com 73 bloqueios, quebrando o recorde de um calouro em Stanford e registrando o segundo número mais alto em uma temporada na história de Stanford. Essa marca também foi a mais alta na conferência da Pac-10. Com seu irmão gêmeo, Brook, os dois bloquearam mais arremessos do que sete equipes da Pac-10.
Lopez teve seu 100º bloqueio em um jogo contra Santa Clara em 19 de dezembro de 2007. Em sua segunda temporada, Lopez foi selecionado para a Equipe-Defensiva da Pac-10 e foi menção honrosa da Primeira-Equipe da Pac-10 depois de ter médias de 10.2 pontos, 5.7 rebotes e 2.3 bloqueios.
Com 83 bloqueios em sua segunda temporada, Lopez ficou em segundo lugar na lista de mais bloqueios em todos os tempos em Stanford com 156.
Após apenas duas temporadas em Stanford, Lopez declarou que entraria no draft da NBA de 2008 em 31 de março de 2008.

## Carreira profissional

### Phoenix Suns (2008–2012)
Lopez foi selecionado pelo Phoenix Suns como a 15ª escolha geral no draft da NBA de 2008. Depois de ser selecionado pelos Suns, Lopez disse: "Eu esperava que caísse no draft. Acho que era a única pessoa no draft que esperava isso".
Lopez se juntou a uma equipe dos Suns que já apresentava um dos maiores pivô de todos os tempos: Shaquille O'Neal. Por isso, não se esperava que ele tivesse muitos minutos durante sua temporada de estreia. Ele teve o primeiro jogo como titular de sua carreira em 7 de novembro de 2008, contra o Chicago Bulls no lugar do lesionado O'Neal; ele jogou 30 minutos e registrou 14 pontos, 7 rebotes e 2 bloqueios. Em sua temporada de estreia, Lopez jogou em 60 jogos (7 jogos como titular) e teve médias de 3,2 pontos e 2.0 rebotes em 10.2 minutos. No final da temporada, Shaq foi negociado com o Cleveland Cavaliers, fazendo de Lopez o novo pivô titular.

Na temporada de 2009-10, Lopez jogou em 51 jogos (31 jogos como titular) e teve médias de 8,4 pontos, 4,9 rebotes e 1,0 bloqueios em 19.3 minutos. Porém, durante o final da temporada, Lopez se machucou e foi substituído por Jarron Collins até as finais da Conferência Oeste contra o Los Angeles Lakers, onde os Suns acabou perdendo por 4-2.

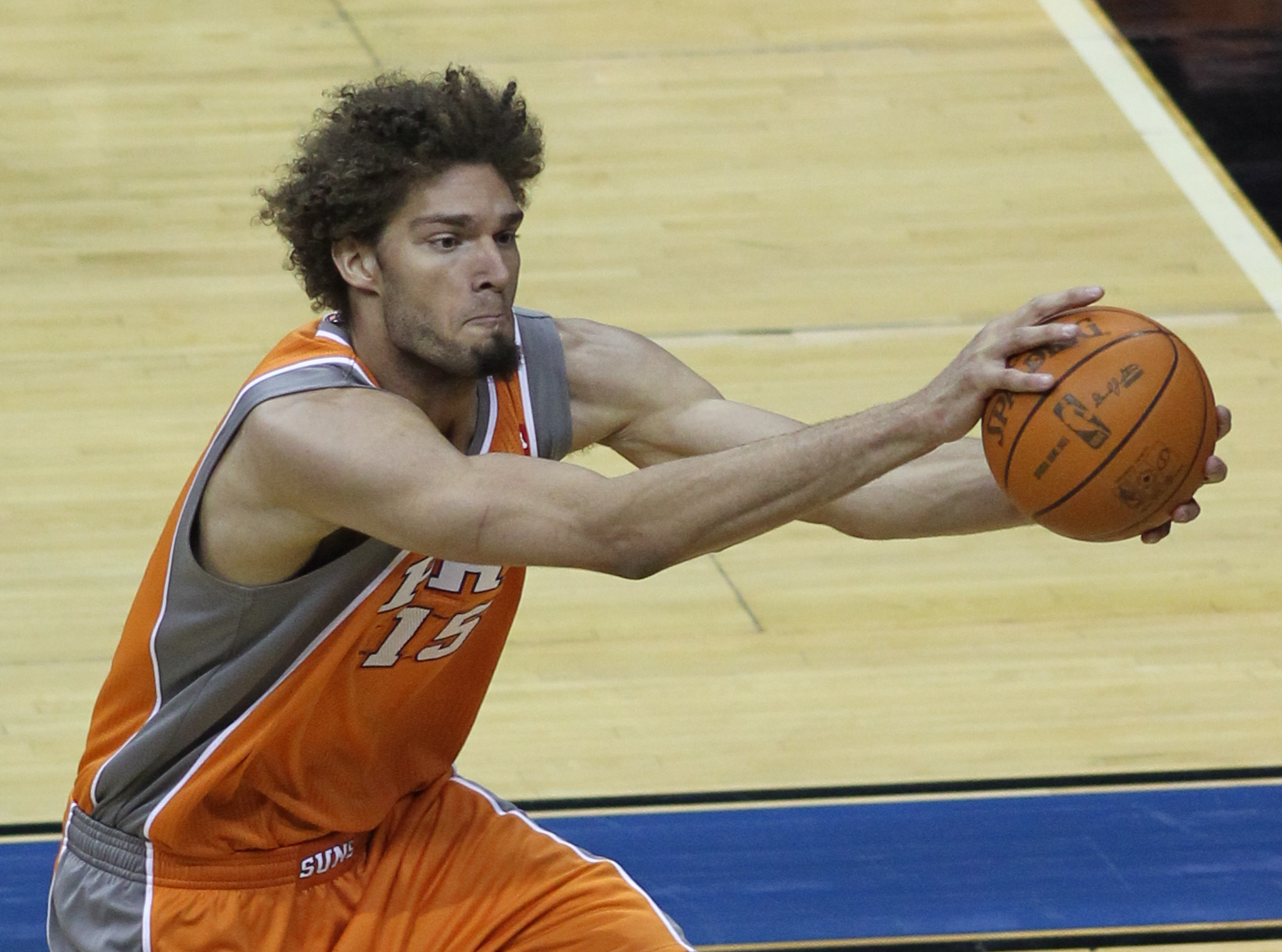
Lopez com os Suns em janeiro de 2011

Após a temporada de 2009-10, Lopez entrou em um grande declínio, apesar de ser titular e jogar em mais jogos. Durante o dezembro de 2010, ele se machucou novamente e foi temporariamente substituído por Earl Barron. Isso acabou resultando na diminuição da produção de Lopez, o que forçou os Suns a negociar com Marcin Gortat. Enquanto Lopez era titular dos Suns, suas estatísticas foram diminuindo rapidamente, enquanto as estatísticas de Gortat estavam melhorando. Isso forçou Lopez a se tornar um reserva novamente. Nessa temporada, ele jogou em 67 jogos (56 jogos como titular) e teve médias de 6,4 pontos e 3,2 rebotes em 14,8 minutos.
Na encurtada temporada de 2011-12, Lopez não teve um jogo como titular dos Suns. Por causa do aumento da produção da Gortat, Lopez foi forçado a se tornar novamente um reserva. Nessa temporada, ele jogou em 64 jogos e obteve uma média de 5,4 pontos e 3.3 rebotes em 14.8 minutos.

### New Orleans Hornets (2012-2013)
Em 27 de julho de 2012, o New Orleans Hornets adquiriu Lopez em uma negociação com o Phoenix Suns que também envolveu o Minnesota Timberwolves.
Foi durante esse período que Lopez produziu seus melhores resultados até o momento, sendo titular em todos os jogos da temporada e conquistando novos recordes em quase todas as estatísticas.
Nessa temporada, ele jogou em 82 jogos (todos como titular) e obteve médias de 11.3 pontos, 5.6 rebotes e 1.6 bloqueios em 26.0 minutos.

### Portland Trail Blazers (2013–2015)
Em 10 de julho de 2013, New Orleans negociou Lopez com o Portland Trail Blazers como parte de um negócio de três vias que também envolveu o Sacramento Kings. Em sua primeira temporada com o Trail Blazers, ele teve 29 duplos-duplos e estabeleceu o recorde da franquia de mais rebotes ofensivos.
Devido à sua presença na comunidade de Portland, bem como ao seu estilo consistente, Lopez era um favorito dos fãs. Ele foi homenageado com o Prêmio Maurice Lucas em março de 2014 por seus esforços em sua campanha de alfabetização "Read Big" com as Escolas Públicas de Portland.
Em 16 de dezembro de 2014, Lopez foi descartado por um mês depois de quebrar a mão contra San Antonio Spurs na noite anterior.

### New York Knicks (2015–2016)
Em 9 de julho de 2015, Lopez assinou um contrato de 4 anos e US$54 milhões com o New York Knicks.
Em fevereiro de 2016, ele teve dois jogos de 26 pontos e 16 rebotes. Em 20 de março de 2016, ele registrou 23 pontos e 20 rebotes em uma derrota de 88-80 para o Sacramento Kings.

### Chicago Bulls (2016–2019)
Em 22 de junho de 2016, Lopez foi negociado, juntamente com José Calderón e Jerian Grant, para o Chicago Bulls em troca de Derrick Rose, Justin Holiday e uma seleção de draft da segunda rodada de 2017. 

### Milwaukee Bucks (2019–2020)
Em 12 de julho de 2019, Lopez assinou um contrato de 2 anos e US$9.7 milhões com o Milwaukee Bucks, colocando-o no mesmo time da NBA que seu irmão, Brook Lopez, onde jogou por uma temporada.

### Washington Wizards (2020–2021)
Em 22 de novembro de 2020, Lopez assinou um contrato de 1 ano e US$7.3 milhões com o Washington Wizards.
Durante sua passagem pelos Wizards, ele se tornou uma boa opção de pontuação vindo do banco. Em 6 de maio de 2021, Lopez marcou 24 pontos, o recorde da temporada, contra o Toronto Raptors. Lopez teve a terceira melhor porcentagem de arremessos em toda a liga na temporada de 2020-21.

### Orlando Magic (2021–2022)
Em 6 de agosto de 2021, Lopez assinou um contrato de 1 ano e US$5 milhões com o Orlando Magic.

### Cleveland Cavaliers (2022–Presente)
Em 6 de agosto de 2021, Lopez assinou um contrato de 1 ano e US$52.9 milhões com o Cleveland Cavaliers.

## Estatísticas da carreira

### NBA

#### Temporada regular
| Ano      | Equipe      | PJ  | PT  | MPJ  | AP   | 3P   | LL   | RT  | AS  | BR | TO  | PPJ  |
| -------- | ----------- | --- | --- | ---- | ---- | ---- | ---- | --- | --- | -- | --- | ---- |
| 2008–09  | Phoenix     | 60  | 7   | 10.2 | .518 | .000 | .691 | 2.0 | .1  | .2 | .7  | 3.2  |
| 2009–10  | Phoenix     | 51  | 31  | 19.3 | .588 | —    | .704 | 4.9 | .1  | .2 | 1.0 | 8.4  |
| 2010–11  | Phoenix     | 67  | 56  | 14.8 | .501 | —    | .740 | 3.2 | .1  | .3 | .7  | 6.4  |
| 2011–12  | Phoenix     | 64  | 0   | 14.0 | .461 | —    | .714 | 3.3 | .3  | .3 | .9  | 5.4  |
| 2012–13  | New Orleans | 82  | 82  | 26.0 | .534 | —    | .778 | 5.6 | .8  | .4 | 1.6 | 11.3 |
| 2013–14  | Portland    | 82  | 82  | 31.8 | .551 | .000 | .818 | 8.5 | .9  | .3 | 1.7 | 11.1 |
| 2014–15  | Portland    | 59  | 59  | 27.8 | .535 | .000 | .772 | 6.7 | .9  | .3 | 1.4 | 9.6  |
| 2015–16  | New York    | 82  | 82  | 27.1 | .539 | .000 | .795 | 7.3 | 1.4 | .2 | 1.6 | 10.3 |
| 2016–17  | Chicago     | 81  | 81  | 28.0 | .493 | .000 | .721 | 6.4 | 1.0 | .2 | 1.4 | 10.4 |
| 2017–18  | Chicago     | 64  | 64  | 26.4 | .530 | .286 | .756 | 4.5 | 1.9 | .2 | .8  | 11.8 |
| 2018–19  | Chicago     | 74  | 36  | 21.7 | .568 | .226 | .724 | 3.9 | 1.2 | .1 | 1.1 | 9.5  |
| 2019–20  | Milwaukee   | 66  | 5   | 14.5 | .492 | .333 | .528 | 2.4 | .7  | .2 | .7  | 5.4  |
| 2020–21  | Washington  | 71  | 9   | 19.1 | .633 | .278 | .723 | 3.8 | .8  | .2 | .6  | 9.0  |
| 2021–22  | Orlando     | 36  | 9   | 17.0 | .553 | .333 | .593 | 3.5 | 1.5 | .1 | .5  | 7.1  |
| Carreira | Carreira    | 939 | 603 | 21.2 | .535 | .145 | .718 | 4.7 | .8  | .2 | 1.0 | 8.4  |

#### Playoffs
| Ano      | Equipe     | PJ | PT | MPJ  | AP   | 3P | LL    | RT  | AS | BR | TO  | PPJ  |
| -------- | ---------- | -- | -- | ---- | ---- | -- | ----- | --- | -- | -- | --- | ---- |
| 2010     | Phoenix    | 6  | 6  | 17.3 | .543 | —  | 1.000 | 4.0 | .0 | .3 | .2  | 7.8  |
| 2014     | Portland   | 11 | 11 | 33.4 | .489 | —  | .667  | 9.2 | .8 | .5 | 1.8 | 10.0 |
| 2015     | Portland   | 5  | 5  | 23.4 | .600 | —  | 1.000 | 4.4 | .6 | .2 | 1.0 | 5.2  |
| 2017     | Chicago    | 6  | 6  | 27.0 | .654 | —  | 1.000 | 7.2 | .8 | .5 | 1.0 | 12.7 |
| 2020     | Milwaukee  | 3  | 0  | 7.0  | .750 | —  | .000  | 1.3 | .0 | .0 | .0  | 2.0  |
| 2021     | Washington | 5  | 0  | 14.6 | .720 | —  | .250  | 1.8 | .0 | .0 | .8  | 7.4  |
| Carreira | Carreira   | 36 | 28 | 20.4 | .626 | —  | .652  | 4.6 | .3 | .2 | .7  | 7.5  |

### Universitário
| Ano      | Equipe   | PJ | PT | MPJ  | AP   | 3P    | LL   | RT  | AS | BR | TO  | PPJ  |
| -------- | -------- | -- | -- | ---- | ---- | ----- | ---- | --- | -- | -- | --- | ---- |
| 2006–07  | Stanford | 31 | 31 | 24.0 | .480 | .000  | .545 | 5.5 | .9 | .2 | 2.4 | 7.5  |
| 2007–08  | Stanford | 36 | 30 | 24.5 | .534 | 1.000 | .652 | 5.7 | .6 | .5 | 2.3 | 10.2 |
| Carreira | Carreira | 67 | 61 | 24.2 | .507 | .500  | .598 | 5.6 | .7 | .3 | 2.3 | 8.8  |

Fonte:

## Vida pessoal
Lopez tem três irmãos: Chris, Alex e Brook. Alex jogou basquete universitário em Washington e Santa Clara e profissionalmente no Japão, Nova Zelândia e Espanha, enquanto Brook também joga na NBA pelo Milwaukee Bucks. Robin é um entusiasta ávido por histórias em quadrinhos e também participou de produções teatrais em Stanford, Califórnia.
Lopez mantém sua casa em Portland, Oregon, embora não jogue mais pelo Portland Trail Blazers.
Robin é mais jovem que seu irmão gêmeo Brook por um minuto.